# NGC 6365
NGC 6365 هو اصطدام مجري، يقع في كوكبة التنين. اكتشف في 15 أغسطس 1884 . وقد اكتشفه لويس سويفت .

## روابط خارجية
- NGC 6365 على موقع ويكي سكاي: DSS2, SDSS, GALEX, IRAS, Hydrogen α, X-Ray, Astrophoto, Sky Map, Articles and images